# Гюнтер XLII (Шварцбург-Зондерсхаузен)
Гюнтер XLII фон Шварцбург-Зондерсхаузен (на немски: Günther XLII von Schwarzburg-Sondershausen; * 7 септември 1570, Зондерсхаузен; † 7 януари 1643) е от 1593 до 1643 г. граф на Шварцбург-Зондерсхаузен.

## Биография
Той е най-възрастният син на граф Йохан Гюнтер I фон Шварцбург-Зондерсхаузен (1532 – 1586) и съпругата му Анна фон Олденбург (1539 – 1579), дъщеря на граф Антон I фон Делменхорст и Олденбург.
При смъртта на баща му през 1586 г. Гюнтер XLII е малолетен и е с братята си под опекунството на графовете Йохан VII (1540 – 1603) и Антон II (1550 – 1619) фон Олденбург. От 1593 г. Гюнтер XLII управлява заедно с братята си Антон Хайнрих (1571 – 1638), Йохан Гюнтер II (1577 – 1631) и Христиан Гюнтер I (1578 – 1642).
Гюнтер XLII е неженен и няма деца. Той умира през 1643 г. Племенникът му Антон Гюнтер I малко преди това вече е поел управлението на умрелия си през ноември 1642 г. баща Христиан Гюнтер.